# Fell-Lochstempel
Der Fell-Lochstempel, im Sprachgebrauch einfach Lochstempel, Stempelhammer oder Lochhammer, dient in der Rauchwaren- beziehungsweise Pelzbranche zum Kennzeichnen der Rohfelle vor der Pelzzurichtung (Gerben). Durch den Lochstempel bekommt jede Charge ihr besonderes Merkmal. Gleichartige Felle verschiedener Einlieferer werden unter Umständen gemeinsam in einem Bad behandelt. Durch die Stempel können sie nach der Fertigstellung wieder dem Auftraggeber zugeordnet werden. Eine Markierung mit einem normalen Stempel oder einem Stift würde in aller Regel im Zurichtprozess oder beim Färben verschwinden.
Anwender der Fellstempel sind die Auftraggeber der Pelzzurichtereien, der Pelzgroßhandel, teilweise Pelzkonfektionäre und Kürschnerbetriebe, falls diese ebenfalls Rohfelle einkaufen, sowie die Pelzzurichter selbst.

## Beschreibung
Das Gerät hat meist die Form eines Hammers, an dessen Schlagplatte das jeweilige Kennzeichen in der Form von spitzen Nägeln eingelassen ist. Dies kann als Spezialanfertigung das Firmenzeichen sein, meist ist es nur ein Zeichen oder eine Folge von Buchstaben oder Ziffern. Auch gibt es Modelle mit einer einstellbaren Buchstaben- und/oder Ziffernfolge, daneben Geräte, die nicht als Hammer, sondern wie übliche Stempel geformt sind, mit dem Griff oben.

Ein Prospekt der Firma Hausding & Bergmann, Pirna aus der ersten Hälfte des 20. Jahrhunderts führt folgende Modelle auf:
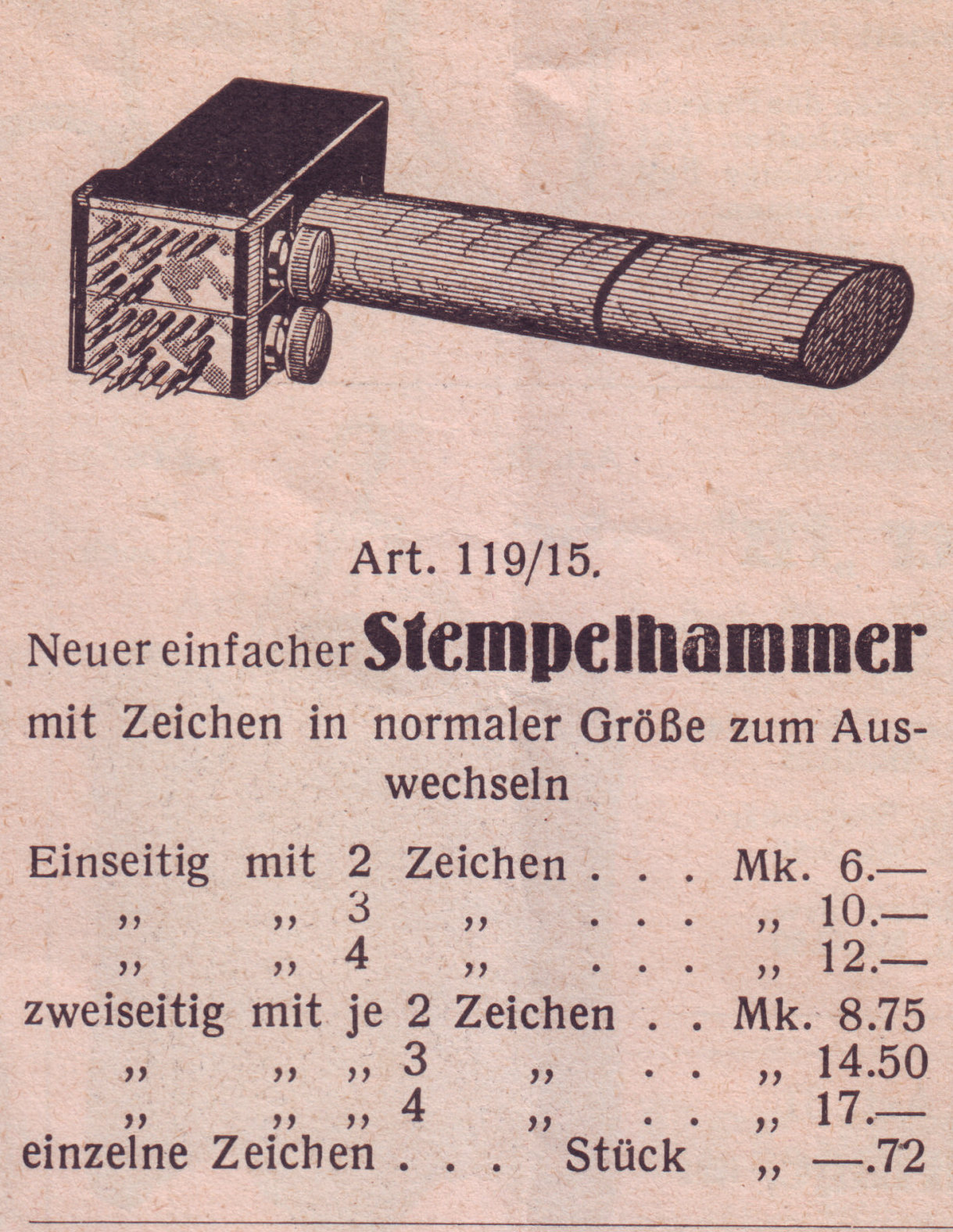
Neuer einfacher Stempelhammer
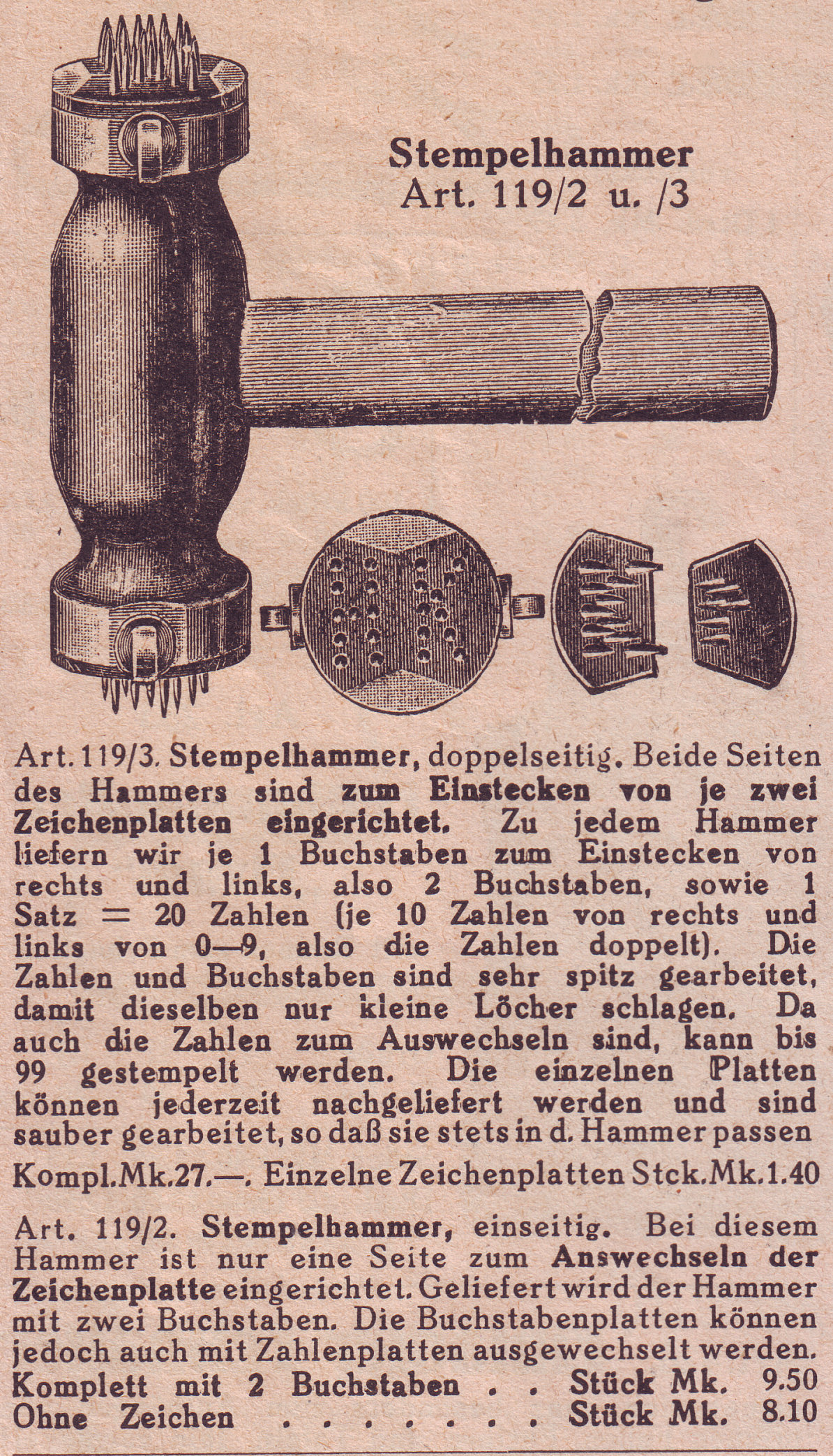
Doppelseitiger Stempelhammer
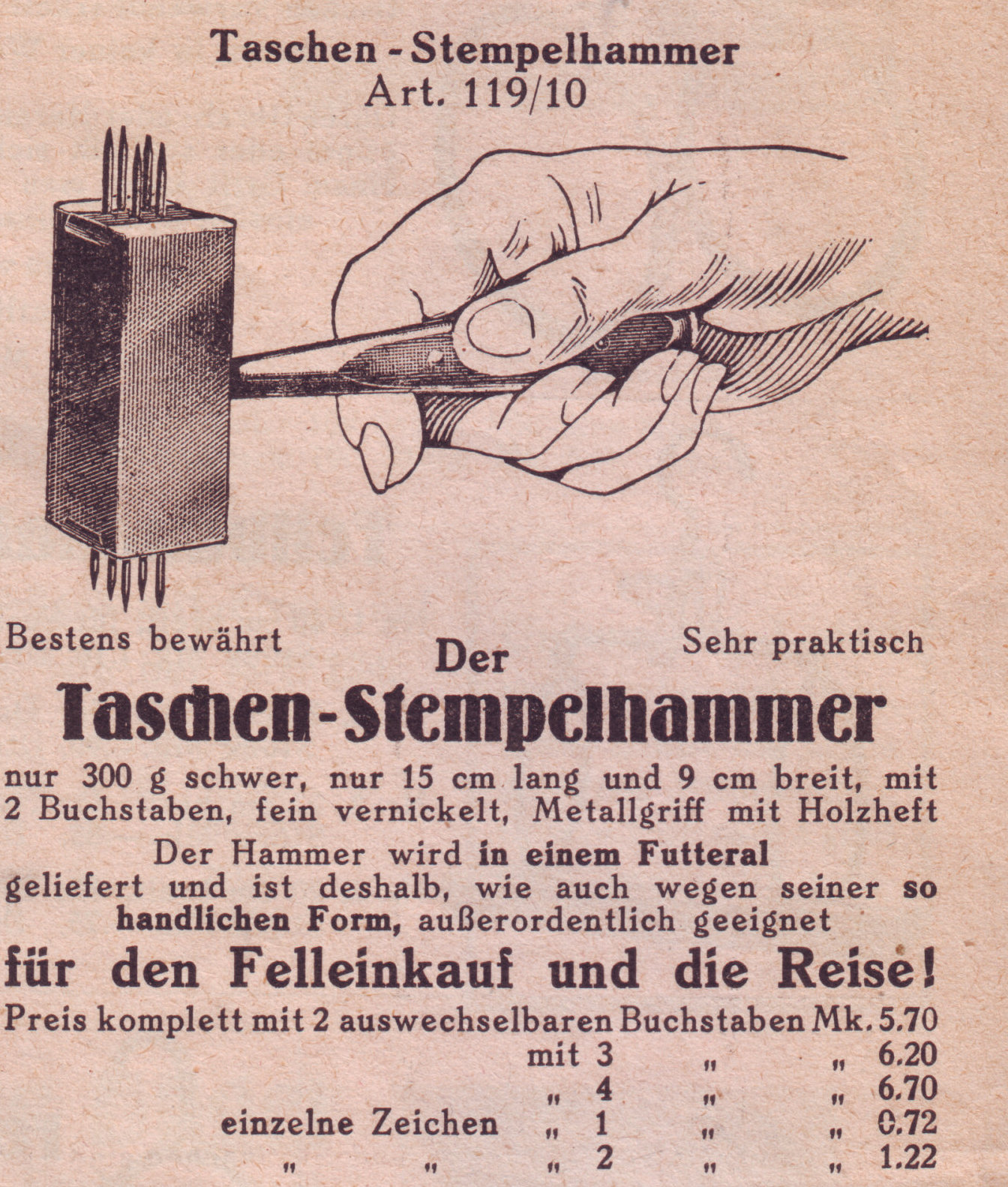
Taschen-Stempelhammer
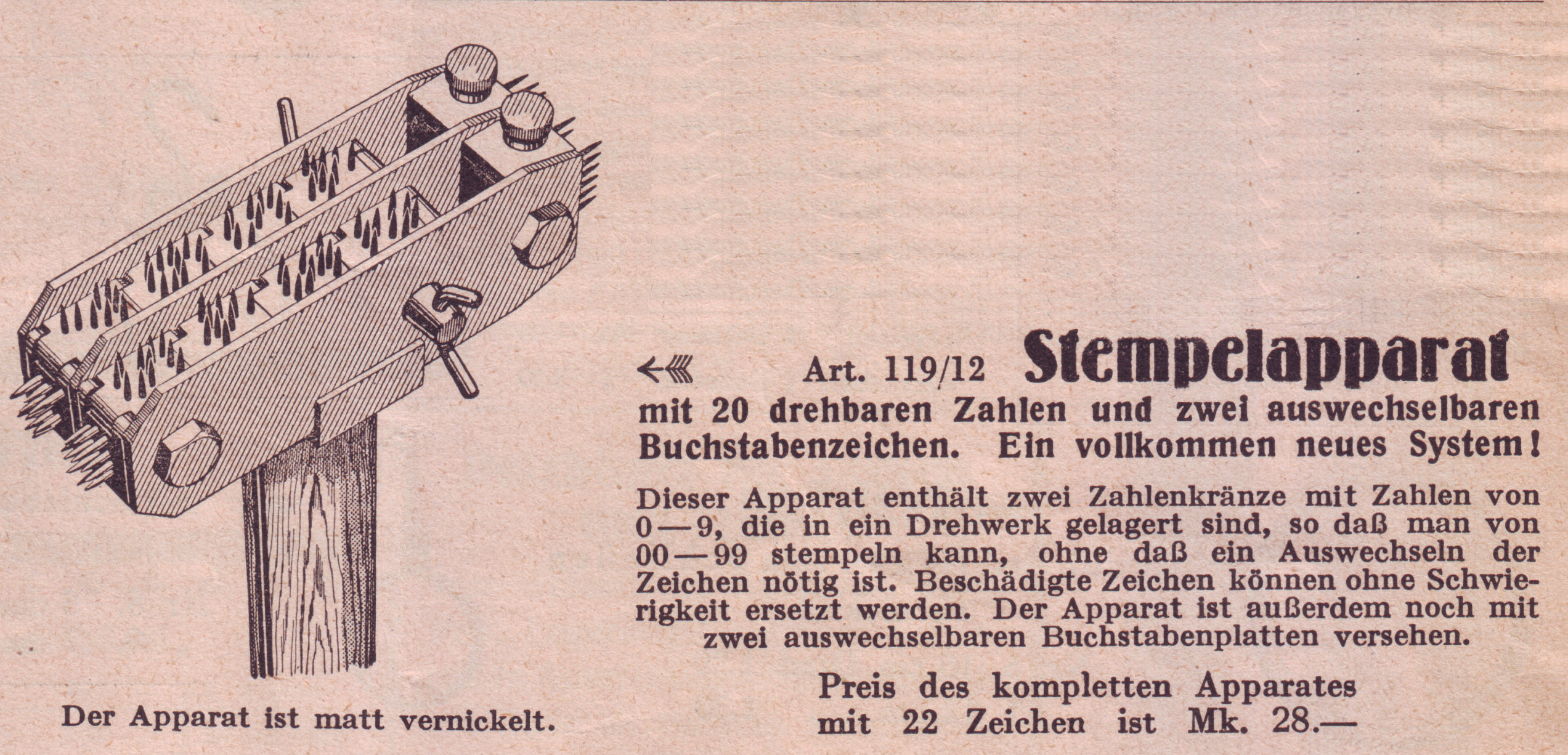
Stempelapparat
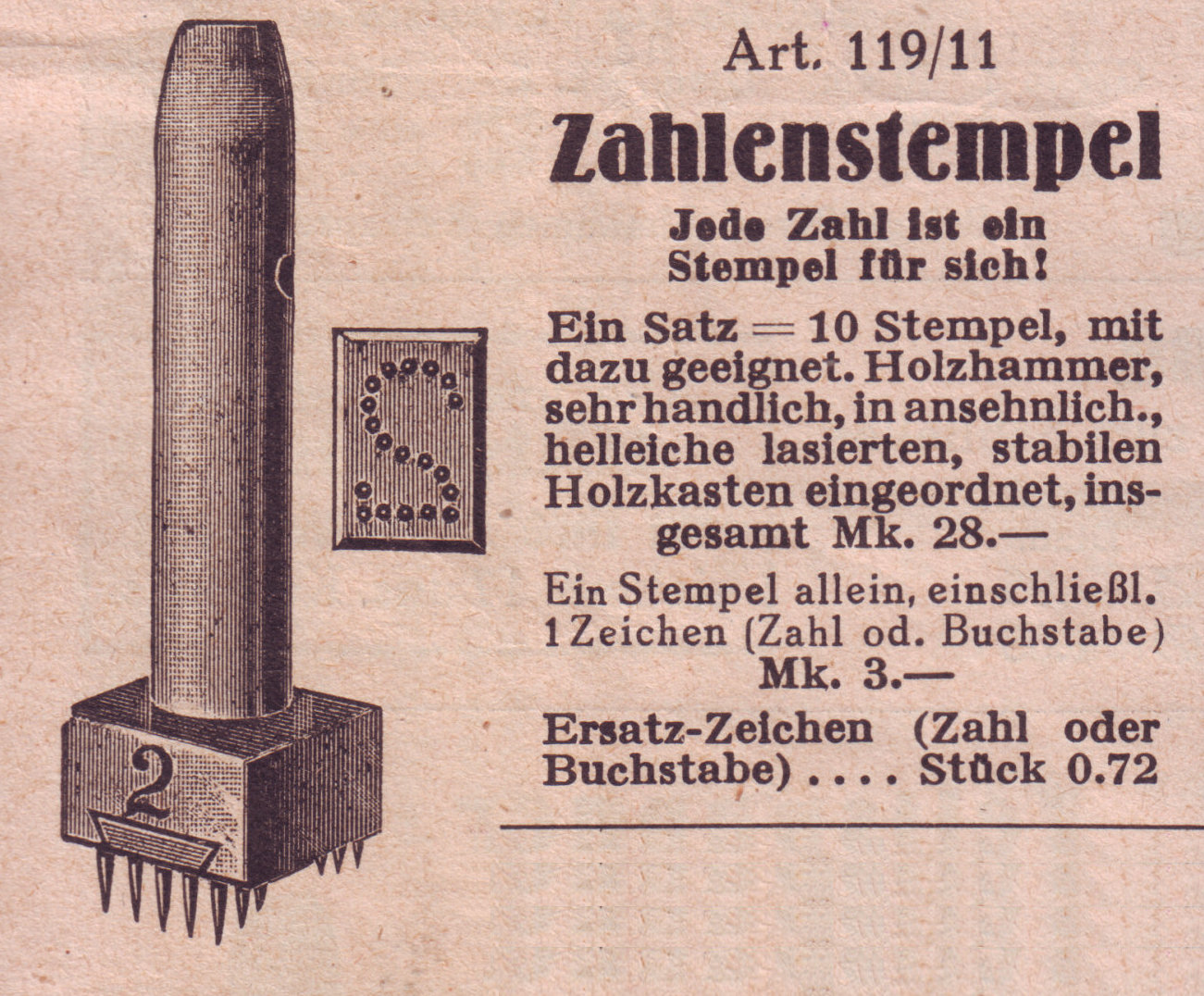
Zahlenstempel

## Anwendung

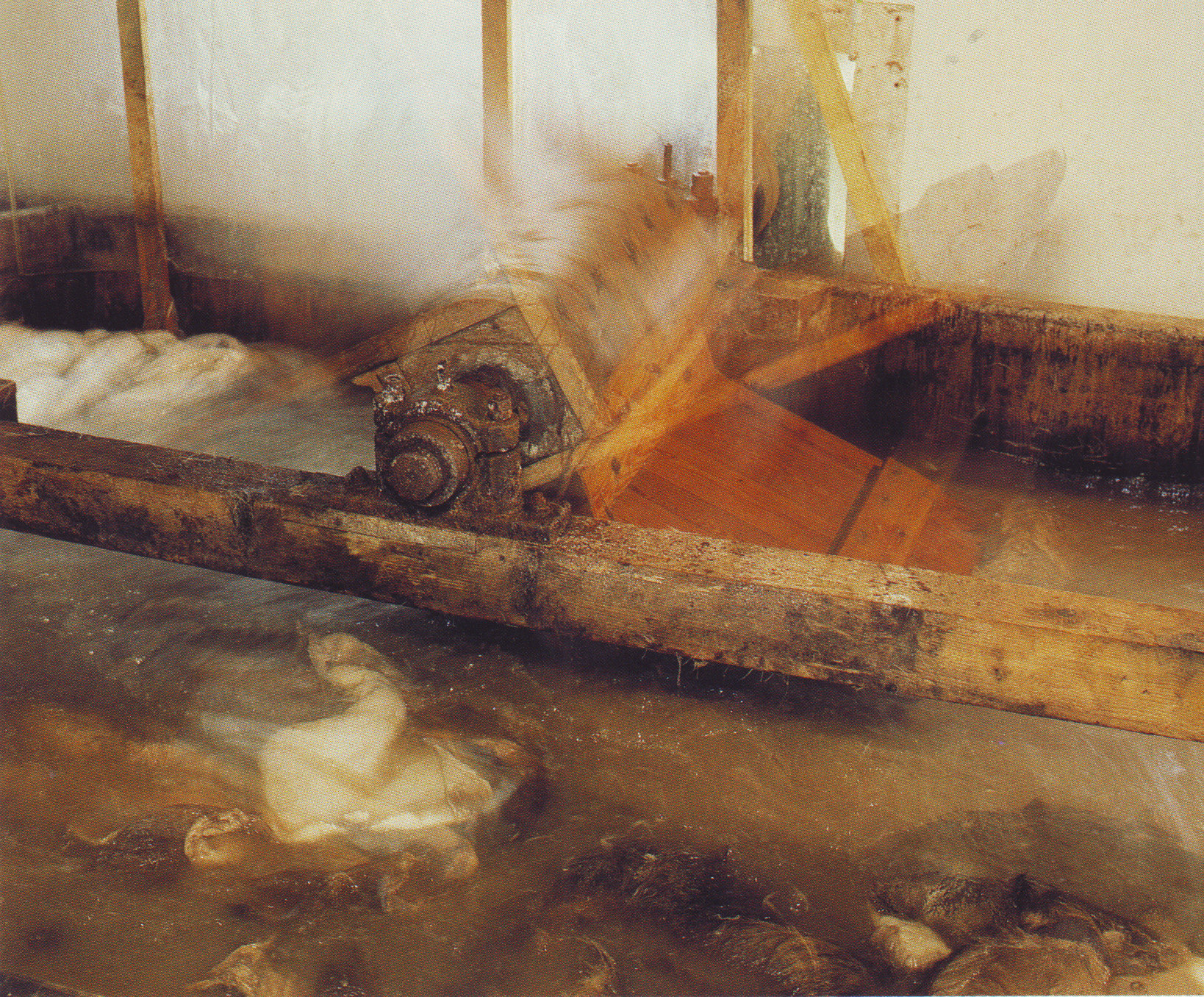
Felle im bewegten Gerbbad

Durch die Zurichtung werden die Löcher des Lochstempels oft derart gedehnt, dass merkliche Schäden im Leder entstehen. Deshalb wäre es falsch, das Lochzeichen in die Mitte des Felles zu schlagen. Wird es jedoch zu sehr an die Fellseiten oder in die Extremitäten gelegt, kann es leicht passieren, dass das Stück beim Gerben wegfällt. Auch werden seit der zweiten Hälfte des 20. Jahrhunderts zunehmend nicht nur Lammmäntel mit dem Leder nach außen gearbeitet, sondern auch die typischen Pelzfelle wie Karakul oder Nerz werden veloutiert oder nappiert als Wendepelze gearbeitet. Daher darf die Lederseite keinerlei Fehler aufweisen, auch die früher üblichen, aufgestempelten Veredlermarken sind inzwischen in der Regel entfallen. Der Lochstempel wird, falls nicht ganz darauf verzichtet werden kann, deshalb so an den Fellteilen angebracht, dass weder das Fellleder beschädigt wird, noch durch Verlust desselben die Zuordnung des Materials verloren geht. Nerzfelle werden beispielsweise gegebenenfalls im Schwanzansatz gestempelt.

## Geschichte
Im Pelzhandelszentrum Leipziger Brühl wurde das Stempeln der Felle, zusammen mit dem Fertigmachen der Rohfelle für den Zurichter, meist den Markthelfern übertragen. Als sich nach dem Zweiten Weltkrieg der Fellhandel nach Westdeutschland in das Frankfurter Pelzhandelszentrum Niddastraße verlagert hatte, waren zunehmend nicht mehr nur die Markthelfer in ihren grauen Kitteln mit dem unter Umständen fettspritzenden Stempeln beschäftigt, sondern auch die ansonsten weißbekittelten Angestellten der Rauchwarenfirmen, vor allem deren Auszubildende. Zu der Arbeit mit Rohfellen zogen auch sie schon mal den weniger empfindlichen grauen Arbeitsmantel an. Als im Dezember 1921 in Leipzig aus einem Betrieb 872 gefärbte Kaninfelle abhandenkamen, wurden der Polizei als Merkmal neun verschiedene zwei- und dreistellige Zahlstempelmarken angegeben. Die Ziffern befanden sich in den bei der Verarbeitung von Kaninfellen meist abfallenden Kopfpartien.
Ein deutscher Hersteller bot 2021 „eine große Auswahl an Fellstempeltypen, Fellstempelschlagbolzen und Fellstempelhämmern“ in verschiedenen Größen und Typen mit auswechselbaren Lochstempeln an.

## Alternativen

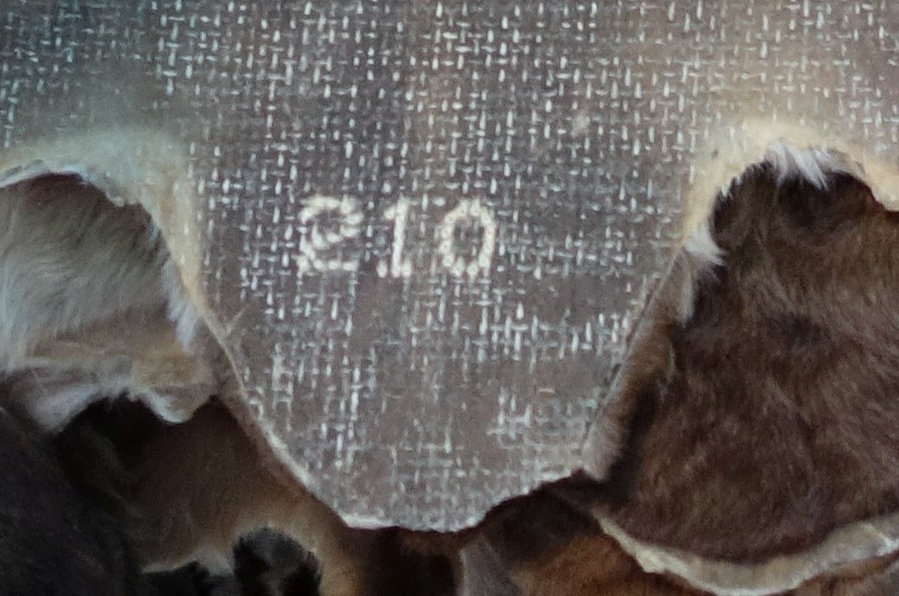
Kombinierte Farb-/Lochstempelung im Pumpf eines ungegerbten Swakarafells

Insbesondere die Auktionsgesellschaften und die Pelztierzüchter versehen die Felle mit Kunststoff- oder Metallchips, die am Kopfende des Fells befestigt sind. Diese können eventuell auch Auskunft über das ursprüngliche Herkommen des Fells oder eventuelle Handelsauflagen (CITES) geben. Auch die Chargen der großflächigen Häute von Rindern kommen in den Einfuhrhäfen teils bereits mit den Marken der Käufer beziehungsweise der Partien versehen an.

## Marginalien
Der Rauchwarenhändler Bernd Klebach erinnerte sich an seine Lehrzeit in den 1960er Jahren beim Rauchwarenhändler Gerhart Rößler in Frankfurt:
„Lothar und ich stempeln rohe Persianer, meine Bedenken die Arbeit um 14 Uhr zu beginnen, zu einer Zeit wo Herr Rößler Luftlinie drei Meter entfernt seine Mittagsruhe zu halten pflegt, wischt er hinweg.
Beim dritten Persianer geht schon die Tür auf:
»Menschenskind Herr Schmidtke, ich bin ja fast von meiner Couch gefallen!«
Lothar stempelt ungerührt weiter: »Wenn gearbeitet wird, kann man nicht schlafen!!«“